# Аловатдинов, Ибрагим
Ибрагим Аловатдинов (род. 1932 год, кишлак Чорку, Исфаринский район, Ходжентский округ, Таджикистан — 1987 год, кишлак Акарык, Ходжентский район, Ленинабадская область, Таджикская ССР) — бригадир горнорабочих очистного забоя № 1—2 рудоуправления «Таджикуголь» Министерства угольной промышленности СССР, Исфаринский район Таджикской ССР. Герой Социалистического Труда (1966).

## Биография
Родился в 1932 году в кишлаке Чорку Ходженткого округа. В 1951 году окончил горнопромышленное училище в Шурабе Ленинабадской области. Трудился проходчиком, с 1952 года — горнорабочим очистного забоя на шахте № 1 — 2 рудоуправления «Таджикуголь». В последующие годы — бригадир горнорабочих.
Благодаря его деятельности коллектив горняков под его руководством ежегодно показывал высокие трудовые результаты. Бригада досрочно выполнила задания социалистического соревнования семилетки (1959—1965). Указом Президиума Верховного Совета СССР от 29 июня 1966 года удостоен звания Героя Социалистического Труда за «выдающиеся заслуги в выполнении заданий семилетнего плана по развитию угольной и сланцевой промышленности и достижение высоких технико-экономических показателей в работе» с вручением ордена Ленина и золотой медали «Серп и Молот».
В 1968 году избирался членом ЦК профсоюза рабочих угольной промышленности СССР.
В 1991 году вышел на пенсию. Проживал в Исфаринском районе Ленинабадской области.